# Cantó d'Alancha
El cantó d'Alancha és un cantó francès del departament del Cantal, situat al districte de Sant Flor. Té 11 municipis i el cap és Alancha.

## Municipis
- Alancha
- Charmensac
- Joursac
- Landairac
- Peyrusse
- Pradiers
- Sainte-Anastasie
- Saint-Saturnin
- Ségur-les-Villas
- Vernols
- Vèze

## Història
| Data d'elecció                           | Identitat        | Partit                   | Qualitat |
| ---------------------------------------- | ---------------- | ------------------------ | -------- |
| 1958-1970                                | Maurice Peschaud | CNIP                     |          |
| 1970-1994                                | Pierre Jarry     | CNIP, després UDF        |          |
| 1994-                                    | Christian Léoty  | RPR, després independent |          |
| les dades anteriors no són pas conegudes |                  |                          |          |
|                                          |                  |                          |          |

## Demografia
| 1962  | 1968  | 1975  | 1982  | 1990  | 1999  | 2007  |
| ----- | ----- | ----- | ----- | ----- | ----- | ----- |
| 4.030 | 4.529 | 3.987 | 3.492 | 3.096 | 2.698 | 2.314 |